# オリンピア (ギリシャ)
オリンピア（古代ギリシア語: Ὀλυμπία [olympí.aː]、ギリシア語: Ολυμπία [oli(m)ˈbi.a]）は、ギリシアのペロポネソス半島西部に位置する古代ギリシアの都市。古代オリンピックが行われた場所であり、現在も数多くの遺跡が存在する。1989年世界遺産に登録された。
正式名称はアルヘア・オリンピアあるいはアルヘア・オリンビア（ギリシア語: Αρχαία Ολυμπία、英語: Archaia Olympia、直訳: 古代オリンピア）。他にも、古代ギリシア語の発音に沿い「オリュンピア」とも転記される。

## 古代オリンピア
古代オリンピックの始まりは紀元前8世紀にまでさかのぼる。伝染病の蔓延に困ったエリス王イフィトスが争いをやめ競技会を復活せよと言うアポロンの啓示を受けた事に由来すると伝えられている。これがゼウスへの奉納競技の始まりで1000年以上、293回に渡って行われたが、394年にローマ帝国皇帝テオドシウス1世の異教神殿破壊令により廃止された。競技会の発端となる「競技会を復活」と言う啓示のくだりは過去にも競技が存在したそれを示唆するものと考えられ、実際の競技の開始はもっと早かったのではと見られている。
フィロンによる世界の七不思議の一つであるゼウス像が存在したことでも知られる。1950年代に作者のペイディアスの工房とされる遺跡がゼウス神殿付近で発見され、ゼウス像が実際に存在した可能性が強まっている。
オリンピア周辺の遺跡の発掘は1829年にフランス人考古学者により始められた。19世紀にはドイツの発掘隊も加わり、プラクシテレスによるヘルメス像などが発見された。20世紀半ばには競技場跡が発掘されている。
近代オリンピックにおける聖火はオリンピアのヘラ神殿において凹面鏡を用いて太陽から採火されている。2004年のアテネオリンピックでは男女砲丸投の競技がこの競技場跡で行われた。

## 現在のオリンピア
遺跡の西側に、アルヘア・オリンビア（古代オリンピア）という名の人口1,400人ほどの町があり（現代ギリシャ語ではΟλυμπία を「オリンビア」と発音する）、アルヘア・オリンビア市の中心地である。町にはピルゴスとを結ぶ鉄道駅などがある。20世紀にはいり観光が町の重要な産業となった。

## 世界遺産
この世界遺産は世界遺産登録基準のうち、以下の条件を満たし、登録された（以下の基準は世界遺産センター公表の登録基準からの翻訳、引用である）。
- (1) 人類の創造的才能を表現する傑作。
- (2) ある期間を通じてまたはある文化圏において、建築、技術、記念碑的芸術、都市計画、景観デザインの発展に関し、人類の価値の重要な交流を示すもの。
- (3) 現存するまたは消滅した文化的伝統または文明の、唯一のまたは少なくとも稀な証拠。
- (4) 人類の歴史上重要な時代を例証する建築様式、建築物群、技術の集積または景観の優れた例。
- (6) 顕著で普遍的な意義を有する出来事、現存する伝統、思想、信仰または芸術的、文学的作品と直接にまたは明白に関連するもの（この基準は他の基準と組み合わせて用いるのが望ましいと世界遺産委員会は考えている）。